# Nigger

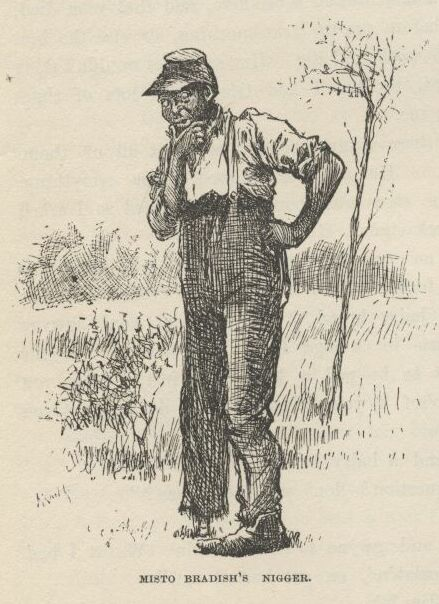
Ilustración de una edición de 1885 de Las aventuras de Huckleberry Finn de Mark Twain, con el texto Misto Bradish's Nigger («El nigger del señor Bradish»).

En inglés, nigger es un término peyorativo racista dirigido a la gente de piel negra, especialmente hacia los afroestadounidenses.
Un derivado de la palabra (nigga) es de uso cotidiano entre estadounidenses o afrodescendientes en escuelas, lugares de empleo, en la plaza pública y en el hogar.
La palabra se originó en el siglo XVI como una adaptación del sustantivo español negro, descendiente del adjetivo en latín niger, era un término de uso neutro, y ha sido corrientemente usada por autores de los siglos XIX y XX incluyendo a Charles Dickens, Mark Twain, Rudyard Kipling y Agatha Christie, entre otros muchos.
Pese a su regular uso educado, vulgarmente podía usarse de forma despectiva y, para mediados del siglo XX, particularmente en los Estados Unidos, su uso se consideró peyorativo y racista. Debido a ello, fue desapareciendo de la cultura popular, haciendo que su inclusión dentro de los clásicos de la literatura estuviese sujeta a controversia.
Debido a que el término es considerado extremadamente ofensivo, es usualmente reemplazado por el eufemismo «the N-word»  (la palabra con N). Sin embargo, la variante nigga es usada entre afroestadounidenses. En dialectos del inglés sin pronunciación rótica, tanto nigger como nigga son pronunciados de la misma manera.

## Etimología e historia

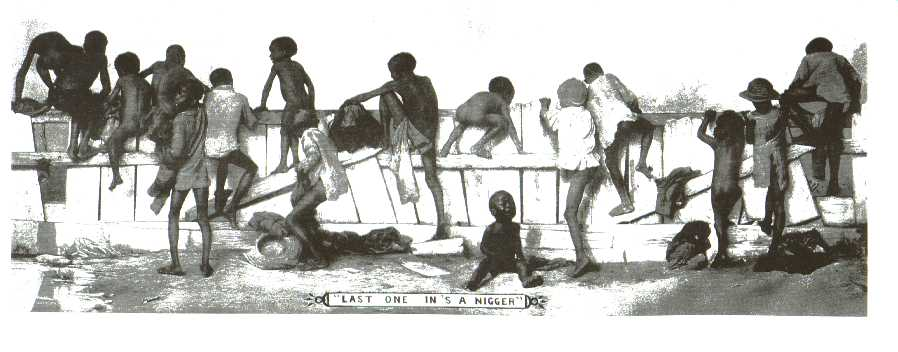
Dibujo racista de negros en la década de 1890, realizado por blancos. El texto dice: "El último en llegar es un negro".

Las variantes niger y negar derivan de la palabra en español negro, y del término francés ahora peyorativo nègre (negro). Etimológicamente, negro, noir, nègre y nigger derivan de nigrum, vástago del latín niger (pronunciado [ˈniɡer] el cual, en cualquier otro caso gramatical, género gramatical, y número gramatical además del singular masculino nominativo, es nigr-, con r vibrante).
En los Estados Unidos colonial de 1619, John Rolfe utilizó negars al describir los esclavos africanos enviados a la colonia de Virginia. Después, las formas neger y neggar del inglés estadounidense prevalecieron en una colonia más al norte, Nueva York en control de los neerlandeses, y en comunidades moravas y neerlandesas de Pennsylvania; el Monumento nacional Cementerio Africano en la ciudad de Nueva York fue conocido originalmente por el nombre neerlandés «Begraafplaats van de Neger» (Cementerio del Negro); y una mención temprana en los Estados Unidos de neger en Rhode Island, data de 1625. Una palabra alternativa para afroestadounidenses la palabra en inglés black, usada por Thomas Jefferson en sus Notes on the State of Virginia (Notas sobre el Estado de Virginia). Entre los anglófonos, la palabra nigger no fue siempre considerada despectiva, debido a que denotaba solo «piel negra», un uso común del habla inglesa. La literatura en inglés del siglo XIX presenta usos de nigger sin connotación racista, por ejemplo la novela de Joseph Conrad El Negro del 'Narciso' (1897). Además, Charles Dickens y Mark Twain crearon personajes que utilizaban la palabra de manera cotidiana como un uso contemporáneo. Twain, en el libro autobiográfico Vida en el Misisipí (1883), usó el término entre comillas, indicando un uso reportado, pero utilizó el término «negro» al hablar en su propia persona narrativa.
Durante el comercio de pieles de principios de los años 1800 hasta finales de los años 1840 en el oeste de Estados Unidos, la palabra fue escrita como «niggur», y está ocasionalmente registrada en la literatura de la época. George Fredrick Ruxton a veces incluía la palabra como parte del léxico del «hombre de montaña», y no indicaba que la palabra fuera peyorativa en ese entonces. «Niggur» era evidentemente similar al uso moderno de tío, o che. Este pasaje de la vida de Ruxton en el lejano oeste ilustra un uso común de la palabra en forma hablada. El narrador aquí se refiere a él mismo: «Travler, marm, this niggur's no travler; I ar' a trapper, marm, a mountain-man, wagh!» (Viajero, señora, este negro no es un viajero, es un trampero; yo soy un trampero, señora, un hombre de montaña!). No fue utilizado como un término exclusivamente para negros entre los montañeses durante este periodo, pues indios, mexicanos, franceses y anglos podían ser un «niggur».
En los años 1900, nigger se volvió una palabra con uso peyorativo. En su lugar, el término colored (de color) se volvió la principal alternativa para negro y sus términos derivados. Los abolicionistas en Boston, Massachusetts, colocaban advertencias sobre la gente de color de Boston y sus vecindades. Escribiendo en 1904, el periodista Clifton Johnson documentó el carácter «oprobioso» de la palabra nigger, y enfatizó que fue escogida en el sur precisamente debido a que era más ofensiva que «de color». Establecida como de uso principalmente del inglés estadounidense, el término de color se representa en el título organizacional de la National Association for the Advancement of Colored People, reflejando la identidad racial de los miembros en la fundación de 1909. En los Estados Unidos sureños, el dialecto local cambia la pronunciación de negro a nigra. Lingüísticamente, en el desarrollo del inglés estadounidense, en las primeras ediciones de A Compendious Dictionary of the English Language (1806), el lexicógrafo Noah Webster sugirió la reforma ortográfica neger en lugar de negro.
A fines de la década de 1960 el progreso social alcanzado por grupos estadounidenses como el Black Civil Rights Movement (Movimiento por los derechos civiles de los negros) (1955–68), legitimó la palabra de identidad racial black como de uso corriente en inglés estadounidense para denotar a los estadounidenses de piel negra o de ancestros africanos. En la década de 1990, «black» fue desplazado a favor del término global compuesto African American (Afroestadounidense). Además, como una palabra compuesta, African American se parece al término afroamericano, de uso popular a inicios de los años 1970. Actualmente, algunos estadounidenses negros continúan utilizando la palabra nigger, a veces escrita como nigga y niggah, sin ironía, ya sea para neutralizar el impacto de la palabra o como un signo de solidaridad.

## Usos

### Inglés británico
En el Reino Unido y el mundo anglófono, nigger denotaba a la gente de piel oscura de África y Asia (es decir, de la India o lugares cercanos), y a «extranjeros de piel oscura» en general.
El escritor victoriano Rudyard Kipling lo usó en «How the Leopard Got His Spots» (1912) y «A Counting-Out Song». Asimismo, P. G. Wodehouse usó la frase «Nigger minstrels» (trovadores negros) en Thank You, Jeeves (1934), la primera novela de Jeeves–Bertie, en admiración de su tradición artística y musical.
Agatha Christie publicó en 1939 su novela Ten Little Niggers  (impreso en español como Diez negritos), y cuyo argumento se fundamenta en la popular canción de niños del mismo título y que data de 1869 o antes.  La novela de Christie continuó apareciendo bajo ese título en Inglaterra hasta inicios de los años 1980, cuando fue cambiado a And Then There Were None.
En A Dictionary of Modern English Usage (1926), Henry Watson Fowler menciona que el utilizar la palabra nigger en «otros distintos que los negros completos o parciales» es «sentido como un insulto por la persona mencionada, y revela en el orador, si no una deliberada insolencia, al menos una inhumanidad muy arrogante»; pero la segunda edición (1965) dice: «N. ha sido descrito como "el término que carga con toda la deshonra, desprecio y rechazo que los blancos han infligido a los negros"».
Hasta los años 1950, pudo haber sido aceptable el uso británico de niggers para referirse a gente negra, notable en usos corrientes tal como en la marca de cigarros suaves Nigger Boy,[cita requerida] y el color nigger brown o simplemente nigger (café oscuro); Sin embargo, en los años 1970 el término fue reconocido generalmente como racista, ofensivo y potencialmente ilegal junto con «nig-nog», y «golliwogg». En 2007, el término nigger brown reapareció en la etiqueta del modelo de un sofá hecho en China, presumiblemente de una fuente de traducción desactualizada.

### Inglés estadounidense
Culturales: Refiriéndose al uso de nigger por parte de los negros, Cornel West dijo, «Hay cierta seducción rítmica hacia la palabra. Si hablas en una oración, y tienes que decir tío, compañero, o amigo, como un opuesto a nigger, entonces echa a perder la representación rítmica. Ese lenguaje rítmico es una forma de memoria histórica para los negros... Cuando Richard Pryor regresó de África y decidió dejar de usar la palabra en el escenario, a veces comenzaba a meter la pata, pues estaba muy acostumbrado a hablar así. Era la palabra adecuada en el momento para mantener el ritmo en conjunto en su elaboración de la frase». Contemporáneamente, el racismo implícito en la palabra nigger ha prestado sus usos al tabú social. En los Estados Unidos, las revistas y periódicos en ocasiones no la utilizan, imprimiendo en su lugar versiones censuradas «amigables», usualmente «n*gg*r», «n**ger», «n——», y «the N-word» (la palabra con N); sin embargo, historiadores y activistas sociales, tales como Dick Gregory, critican los eufemismos y su uso como intelectualmente deshonestos, debido a que utilizar el eufemismo «palabra con N» en vez de nigger priva a las jóvenes generaciones estadounidenses de parte de la historia de los negros en Estados Unidos.
Políticos: El gobernador de Luisiana Earl Long usó nigger al proponer derechos de voto completos para los estadounidenses negros; en ese tiempo, al igual que de color y negro, era de uso corriente en el Sur de Estados Unidos.[cita requerida] En 1948, la cobertura del periódico The Washington Post de la campaña presidencial del político segregacionista Strom Thurmond, empleó la perífrasis «the less-refined word for black people» (la palabra menos refinada para gente negra).[cita requerida] Al explicar su negativa a ser enrolado para luchar en la Guerra de Vietnam (1965–1975), el boxeador profesional Muhammad Ali dijo, «No Vietcong ever called me nigger» (Ningún vietcong me ha llamado nigger jamás); después, su respuesta fue modificada a No Vietnamese Ever Called Me Nigger (ningún vietnamita me ha llamado nigger jamás), fue el título de un documental de 1968 sobre el lote de primera línea del soldado negro del ejército de Estados Unidos en combate en Vietnam. Un biógrafo de Ali reporta que, cuando fue entrevistado por Robert Lipsyte en 1966, el boxeador de hecho dijo, «I ain't got no quarrel with them Viet Cong» (yo no tengo ningún problema con ese Viet Cong). La palabra puede ser invocada políticamente para impresionar. Cuando el alcalde de Detroit Kwame Kilpatrick estuvo bajo intenso escrutinio por su conducta personal en 2008, quiso desviar la atención improvisando, «In the past 30 days, I've been called a nigger more than any time in my entire life» (en los últimos 30 días, he sido llamado nigger más que en cualquier momento de mi vida entera). Los oponentes lo acusaron de «jugar la carta racial» para salvar su carrera política.
El 28 de febrero de 2007, el Consejo municipal de Nueva York prohibió simbólicamente, con una resolución formal, el uso de la palabra nigger; sin embargo, no hay una multa por usarla. Las resoluciones de la ciudad de Nueva York también solicitan la exclusión de consideración para los Premios Grammy a cada canción en cuyas letras se contenga la palabra nigger, sin embargo Ron Roecker, vicepresidente de comunicaciones para la Recording Academy duda que eso tenga efecto en las nominaciones.
En 2012, la frase abreviada «renig», que es una combinación de «nigger» y «renege» (rendición), comenzó a ser usada como un eslogan en contra del presidente de Estados Unidos Barack Obama.
En deportes: En la primera mitad del siglo XX, antes de la integración racial de las Grandes Ligas de Béisbol, los jugadores de piel oscura y tez oscura fueron apodados Nig; ejemplos son: Johnny Beazley (1941–49), Joe Berry (1921–22), Bobby Bragan (1940–48), Nig Clarke (1905–20), Nig Cuppy (1892–1901), Nig Fuller (1902), Johnny Grabowski (1923–31), Nig Lipscomb (1937), Charlie Niebergall (1921–24), Nig Perrine (1907), y Frank Smith (1904–15). La película de los años 1930 The Bowery con George Raft y Wallace Beery incluye un bar deportivo en la ciudad de Nueva York llamado «Nigger Joe's».

### Extensión denotativa
Las denotaciones de nigger también comprenden a gente no-blanca con «desventaja racial»; el político estadounidense Ron Dellums dijo, «... it's time for somebody to lead all of America's niggers» (es tiempo de que alguien lidere a todos los niggers de Estados Unidos). La protesta de Jerry Farber de 1967, The Student as Nigger, invocó la palabra como una metáfora para las víctimas de una sociedad autoritaria. En 1969 en el Reino Unido, al ser entrevistada por un reportero de la revista Nova, la artista Yoko Ono dijo, «... woman is the nigger of the world» (las mujeres son el nigger del mundo); tres años después, su esposo John Lennon publicó la canción «Woman is the Nigger of the World» (1972) —sobre la explotación virtualmente universal de las mujeres– la cual fue social y políticamente controvertida para las sensibilidades de los estadounidenses. En 1978, la cantante Patti Smith usó la palabra en «Rock n Roll Nigger». En 1979 el cantante Elvis Costello usó la frase white nigger (negro blanco) en «Oliver's Army», una canción que describe las experiencias de los soldados de clase obrera en las fuerzas militares británicas. Después, los productores del show de talentos británico Stars in Their Eyes forzó a un concursante a censurar una de sus líneas, cambiando «... all it takes is one itchy trigger – One more widow, one less white nigger» (todo lo que se necesita es un gatillo picante - una viuda más, un negro blanco menos) a «... one less white figure» (una figura menos blanca). En su autobiografía White Niggers of America: The Precocious Autobiography of a Quebec "Terrorist" (1968), Pierre Vallières, un líder del Frente de Liberación de Quebec se refiere a la opresión de los québécois en Norteamérica.
En sus memorias, All Souls, Michael Patrick MacDonald describe cuántos residentes blancos de la Old Colony Housing Project en South Boston (Boston) usaban este medio para degradar a la gente considerada como de menor estatus, ya fuera blanca o negra.

Of course, no one considered himself a nigger. It was always something you called someone who could be considered anything less than you. I soon found out there were a few black families living in Old Colony. They'd lived there for years and everyone said that they were okay, that they weren't niggers but just black. It felt good to all of us to not be as bad as the hopeless people in D Street or, God forbid, the ones in Columbia Point, who were both black and niggers. But now I was jealous of the kids in Old Harbor Project down the road, which seemed like a step up from Old Colony...
Desde luego, nadie se consideraba a sí mismo un nigger. Siempre era algo con lo que llamabas a alguien quien considerabas como algo menos que tú. Descubrí pronto que había unas pocas familias negras viviendo en Old Colony. Ellos habían vivido ahí por años y todos decían que ellos estaban bien, que no eran niggers, sino solo negros. Se sentía bien para todos nosotros no ser tan malos como la gente sin esperanza en D Street o, que Dios nos perdone, los de Columbia Point, quienes eran tanto negros como niggers. Pero ahora estaba celoso de los niños en Old Harbor Project con el tiempo, quienes parecían estar un escalón más arriba de Old Colony...

### Otros idiomas
Muchos otros idiomas tienen homófonos de nigger, aunque no necesariamente con el mismo significado, a la vez que tienen insultos étnicos distintos a nigger pero con el mismo significado.
Algunos ejemplos de cómo se refieren en otros lenguajes hacia una persona negra en una forma neutral y peyorativa son:
- en neerlandés: neger es neutral, zwartje (negrito) puede ser utilizado amigable u ofensivamente, nikker es siempre peyorativo.[31]
- en estonio: neeger es neutral[32] (en algunos contextos específicos es usado en broma, p.ej. IT-neeger); sin embargo, debido a la presión del mundo angloparlante, must (oscuro/negro), mustanahaline (de piel oscura) y tumedanahaline (de piel oscura) son adoptados a veces en medios de comunicación convencionales.[33]
- en portugués brasileño: negro y preto son neutrales,[34] sin embargo, crioulo y macaco son siempre extremadamente peyorativos.[35]
- en español, negro es para referirse al color negro o a las personas del mismo color, pero el peyorativo nigger tiene como traducción negrata.

### Literarios
En la actualidad, nigger se ha vuelto controvertido en literatura debido a su uso tanto como un insulto racista como un sustantivo común. El fotógrafo y escritor Carl Van Vechten, un partidario del Renacimiento de Harlem (1920–1930), provocó controversia en la comunidad negra con el título de su novela Nigger Heaven (1926), en donde el uso incrementó las ventas; sobre la controversia, Langston Hughes escribió:

No book could possibly be as bad as Nigger Heaven has been painted. And no book has ever been better advertised by those who wished to damn it. Because it was declared obscene, everybody wanted to read it, and I'll venture to say that more Negroes bought it than ever purchased a book by a Negro author. Then, as now, the use of the word nigger by a white was a flashpoint for debates about the relationship between black culture and its white patrons.
Ningún libro podría ser tan malo como Nigger Heaven ha sido descrito. Y ningún libro jamás ha sido mejor promocionado por aquellos que desearon maldecirlo. Debido a que fue declarado obsceno, todos querían leerlo, y me aventuraré a decir que más negros lo compraron de los que alguna vez compraron un libro de un autor negro. Entonces, como ahora, el uso de la palabra nigger por un blanco era un detonante para debates sobre la relación entre la cultura negra y sus patrones blancos.

En los Estados Unidos, la controversia recurrente sobre el vocabulario de la novela Las aventuras de Huckleberry Finn (1885), de Mark Twain —obra literaria sobre el sur esclavista, usualmente enseñada en las escuelas estadounidenses—, se arriesga a la censura debido a las 215 veces que aparece la palabra nigger, refiriéndose mayoritariamente a Jim, esclavo escapado, compañero de balsa de Huckleberry. Los defensores de Twain hacen notar que la novela está compuesta en su uso vernáculo entonces contemporáneo, no un estereotipo racista, ya que Jim, el hombre negro, es un personaje amable en esta novela del siglo XIX. El libro fue reeditado en 2010 en ediciones que quitaban «la palabra con N». Las aventuras de Huckleberry Finn ha sido objeto de controversia en Arizona, donde el intento de un grupo de padres para quitarla de una lista de lectura requerida fue abolido por la corte.
Otros usos en la literatura británica de finales del siglo XIX y principios del siglo XX sugieren una utilización neutral. En la era victoriana, la popular opereta de Gilbert y Sullivan, El Mikado (1885), usa dos veces la palabra nigger. En la canción As some day it may happen, el verdugo Ko-ko, canta sobre ejecutar al «nigger serenader and the others of his race» (cantante de serenatas negro y los otros de su raza), personificados por cantantes con la cara pintada de negro, que cantaban canciones minstrel. En la canción A more humane Mikado, el Mikado canta sobre el castigo a mujeres viejas que tiñen sus cabellos o usan corsés, para ser "Blacked like a nigger/With permanent walnut juice" (ennegrecidas como un negro/con jugo de nuez permanente). Ambas letras son usualmente cambiadas en las representaciones actuales.
El relato Henry's Sneeze de la serie de libros The Railway Series (1945–72) de Wilbert Awdry, describía originalmente a los muchachos cubiertos de hollín con la frase «as black as niggers» (tan negros como niggers). En 1972, tras algunas quejas, la descripción fue cambiada a «negros como el hollín» en ediciones subsecuentes.
Así fue como al leopardo le salieron sus manchas, en Just So Stories (1902) de Rudyard Kipling, cuenta cómo un etíope y un leopardo, ambos originalmente de color arena, deciden camuflarse con puntos pintados, para cazar en la selva. La historia originalmente incluía una escena en la que el leopardo (ahora con puntos) le pregunta al etíope porqué él no quiere los puntos. En ediciones contemporáneas de Así fue como al leopardo le salieron sus manchas, la respuesta original del etíope que era: «Oh, plain black's best for a nigger» (oh, el negro parejo es lo mejor para un negro), ha sido reeditado a: «Oh, plain black's best for me» (oh, el negro parejo es mejor para mí). Nuevamente, Kipling utilizó la palabra en A Counting-Out Song (Land and Sea Tales for Scouts and Guides, 1923), la rima dice: «Eenie Meenie Mainee, Mo! Catch a nigger by the toe!» (¡Eenie Meenie Mainee, Mo! [fórmula de echar a suertes] Capturé a un negro por el dedo del pie!).
En el relato corto The Basement Room (1935), de Graham Greene, el personaje del sirviente, Baines, le dice al hijo de su empleador, sobre su servicio en la colonia afrobritánica: «You wouldn't believe it now, but I've had forty niggers under me, doing what I told them to» (Nunca lo creerías ahora, pero he tenido a cuarenta niggers a mi servicio, haciendo lo que yo les dijera). En respuesta a la pregunta del chico: «Did you ever shoot a nigger?» (¿alguna vez le disparaste a un nigger?), Bains responde: «I never had any call to shoot. Of course I carried a gun. But you didn't need to treat them bad, that just made them stupid. Why, I loved some of those dammed niggers» (nunca tuve que llamar a alguien para dispararle. Claro que llevaba un arma. Pero no hacía falta tratarlos mal, eso solo los volvía estúpidos. Vaya, quise a algunos de esos condenados niggers). La versión cinematográfica de The Basement Room, El ídolo caído (1948), dirigida por Carol Reed, reemplazó la palabra niggers del novelista Green, con natives (nativos).[cita requerida]
En 1965, el The Oxford Book of Nursery Rhymes (en español: «El libro Oxford de canciones de cuna») incluía la nana Ten Little Niggers, por lo que la biblioteca de Detroit recibió una queja.  La biblioteca afirmó que no censuraría la literatura del pasado.

### Cultura popular
En los Estados Unidos y el Reino Unido, la palabra nigger aparecía en la marca y el envase de productos de consumo, por ejemplo «Nigger Hair Tobacco» y «Niggerhead Oysters», mientras las nueces de Brasil fueron llamadas nigger toes, etc. Como el racismo se volvió inaceptable en la cultura dominante, la marca de tabaco se renombró "Bigger Hair" y la marca de los productos enlatados se volvió «Negro Head». La tienda en línea china de Nanhai De Xing Leather Shoes Habiliment Co., Ltd. describe el color de un modelo de botas de cuero para hombre como «nigger-brown» (negro-café).

#### Cine
La película Blazing Saddles (1974) utilizó nigger para ridiculizar el racismo de Estados Unidos. En Padre de Familia (1999), representa a Peter Griffin en escenas peligrosas efectuando la «escena peligrosa» de gritar «I hate niggers!» a un grupo de gente negra, y entonces huye cuando lo persiguen.
La película Full Metal Jacket (1987) representa a Marines estadounidenses blancos y negros soportando los rigores de un campo de entrenamiento y luego peleando juntos en la Guerra de Vietnam. «Nigger» es usado por soldados de ambas razas en chistes y como una expresión de bravuconería («put a nigger behind the trigger» [pon a un nigger detrás del gatillo], dice el cabo negro «Eightball»), con diferencias raciales entre los hombres vistas como secundarias a su exposición compartida a los peligros del combate: el sargento de artillería Hartman (R. Lee Ermey) dice, «There is no racial bigotry here. We do not look down on niggers, kikes, wops or greasers, because here you are all equally worthless» (Aquí no hay intolerancia racial. No menospreciamos a negros, judíos, espaguetis o sudacas, porque aquí todos ustedes son igualmente inútiles).
Die Hard with a Vengeance (1995) representó una escena donde el villano Simon Peter Gruber (Jeremy Irons) requirió al teniente del Departamento de Policía de Nueva York John McClane (Bruce Willis) sostener un tablero donde dice «I hate niggers» (Odio a los negros) mientras permanecía parado en la esquina de una calle de Harlem con gente predominantemente negra.
Nigger fue el nombre dado a un perro Labrador negro que perteneció al comandante de ala de la Royal Air Force británica Guy Gibson en la década de 1940. En la Segunda Guerra Mundial, Gibson lideró el exitoso ataque Operación Chastise sobre represas de Alemania. El nombre del perro fue utilizado como una palabra clave sencilla cuya transmisión comunicaba que la presa Möhne había sido rota. En la película de 1955 The Dam Busters sobre el asalto, el nombre del perro y la palabra clave fueron mencionados varias veces. El nombre no fue elegido para ser insultante en la vida real ni en la película, era una palabra común en la época.
Algunas de las escenas en las que el nombre del perro es pronunciado fueron mostradas después en la película de 1982 Pink Floyd The Wall.
En 1999, el canal de televisión británico ITV emitió una versión censurada con cada una de las doce apariciones de nigger suprimidas. En respuesta a las quejas contra su censura, ITV culpó a la emisora regional, London Weekend Television, la cual culpó a un subalterno como el censor no autorizado. En junio de 2001, cuando ITV retransmitió la versión censurada de The Dam Busters, el Index on Censorship lo criticó como censura «innecesaria y ridícula» que rompía la continuidad de la película y la historia. En enero de 2012 la película fue mostrada sin censura en ITV4, pero con una advertencia al inicio de que contenía términos raciales del periodo histórico los cuales algunas personas podrían encontrar ofensivos. Otras versiones de la película editada para la televisión estadounidense tienen el nombre del perro alterado a «Trigger».
En un remake de The Dam Busters por Peter Jackson anunciado en 2008, Stephen Fry, escritor del guion, dijo que «no había duda en Estados Unidos de que tú pudieras alguna vez tener un perro llamado como la palabra con N». En el remake, el nombre del perro es «Digger».
El director estadounidense Quentin Tarantino ha sido criticado por el amplio uso de la palabra nigger en sus películas, especialmente en Jackie Brown, donde la palabra es utilizada 38 veces, y Django Unchained, la utilizó 110 veces.

#### Literatura
En 1897 Joseph Conrad escribió una novela titulada The Nigger of the Narcissus (El Negro del 'Narciso'), cuyo personaje principal, James Wait, es un marinero negro de las Indias Occidentales a bordo del barco mercante Narcissus que navega de Bombay a Londres. En los Estados Unidos, la novela fue publicada primero con el título The Children of the Sea: A Tale of the Forecastle (Los niños del mar), bajo la insistencia de la editorial, Dodd, Mead and Company, de que nadie compraría o leería un libro con la palabra nigger en su título, no porque la palabra fuera considerada ofensiva, sino porque un libro acerca de un hombre negro no vendería. En 2009, WordBridge Publishing publicó una nueva edición titulada The N-Word of the Narcissus (El palabra con N del Narciso), la cual también rescindió la palabra nigger del texto. De acuerdo a la editorial, la cuestión era deshacerse de la palabra ofensiva, que podría haber hecho que los lectores evitaran el libro, y hacerlo más accesible. Aunque fue elogiado en algunos lugares, muchos otros denunciaron el cambio como censura.
La novela de Mark Twain Las aventuras de Huckleberry Finn ha sido por mucho tiempo objeto de controversia por su contenido racial, incluyendo su uso de la palabra "nigger" aplicada al personaje del esclavo fugitivo, Jim. Las aventuras de Huckleberry Finn fue el quinto libro más cuestionado durante los años 1990, de acuerdo a la American Library Association. En 2011, una nueva edición del libro publicada por NewSouth Books reemplazó la palabra «nigger» en el libro con la palabra «slave» (esclavo) y también removió la palabra «injun» (indio). El cambio fue encabezado por el investigador de Twain, Alan Gribben, con la esperanza de «countering the 'pre-emptive censorship'» (contrarrestar la censura preventiva) que resulta a partir de que el libro sea excluido del programa escolar por preocupaciones de lenguaje. Los cambios desencadenaron la indignación de críticos y académicos.

#### Música
En respuesta a las acusaciones de racismo después de referirse a «niggers» en la letra de la canción de Guns N' Roses, One in a Million, Axl Rose dijo: «I was pissed off about some black people that were trying to rob me. I wanted to insult those particular black people. I didn't want to support racism» (estaba enfurecido con cierta gente negra que intentaba robarme. Quería insultar a esos negros en particular. No quería apoyar al racismo). El artista de música country David Allan Coe usó los términos raciales «redneck», «basura blanca», y «nigger» en las canciones «If That Ain't Country, I'll Kiss Your Ass» y «Nigger Fucker». En la década de 1960, el productor discográfico J. D. «Jay» Miller publicó música pro-segregación racial con la firma «Reb Rebel» en la que se interpretaban canciones racistas de Johnny Rebel y otros, que degradaban a los estadounidenses negros y al movimiento por los derechos civiles de estos.
Actualmente grupos de hip hop como N.W.A. («Niggaz with Attitudes», Negros con actitud) han repopularizado el uso de la palabra en sus canciones.

#### Teatro
En el musical Show Boat (de 1927 a 1946) la palabra originalmente integraba la letra de «Ol' Man River» y «Cotton Blossom»; y aunque fue eliminada de las versiones cinematográficas, está incluida en la grabación de la música original de EMI, de 1988. El historiador de teatro musical Miles Kreuger y el conductor John McGlinn sostienen que la palabra no era un insulto, sino una ilustración honesta de cómo los blancos percibían a los negros.

#### Comedia
La naturaleza ofensiva de la palabra hace que raramente aparezca en comedias, sin embargo algunos comediantes se han salido del guion, casi invariablemente en forma de comentario social. Esto quizá fue hecho de manera más famosa por el comediante en vivo Chris Rock en su rutina controvertida Niggas vs. Black People, sin embargo también ha sido discutido por el comediante blanco Louis C.K..

#### Traducciones
«Nigger» o «nigger brown» (café negro) fueron usados en Gran Bretaña como nombres estándar de colores, del mismo modo que «verde lima». Esto puede haber sido incluido en algunas fuentes de traducción de idiomas.

##### Muebles color «Nigger-brown»
En abril de 2007, un conjunto de muebles de cuero café oscuro, vendido por Vanaik Furniture y Mattress Store en Toronto, Canadá, fue etiquetado como de color «nigger-brown». La investigación determinó que el fabricante chino utilizó una versión desactualizada del software de traducción del chino al inglés de Kingsoft para escribir las etiquetas; tradujo los caracteres chinos de «café oscuro» hacia «nigger-brown», y ni el proveedor canadiense o el dueño de la tienda habían notado la etiqueta incorrectamente traducida; por consecuencia, Kingsoft corrigió su software de traducción.

##### Pantalones «Nigger brown»
En 2012, un sitio web de imitación de la marca de ropa Abercrombie & Fitch asentado en China hizo que el sitio web abercrombie-and-fitchoutlet.com ofreciera «nigger brown pants» (pantalones café oscuro) en venta como resultado de una traducción defectuosa del chino al inglés.

### Derivaciones

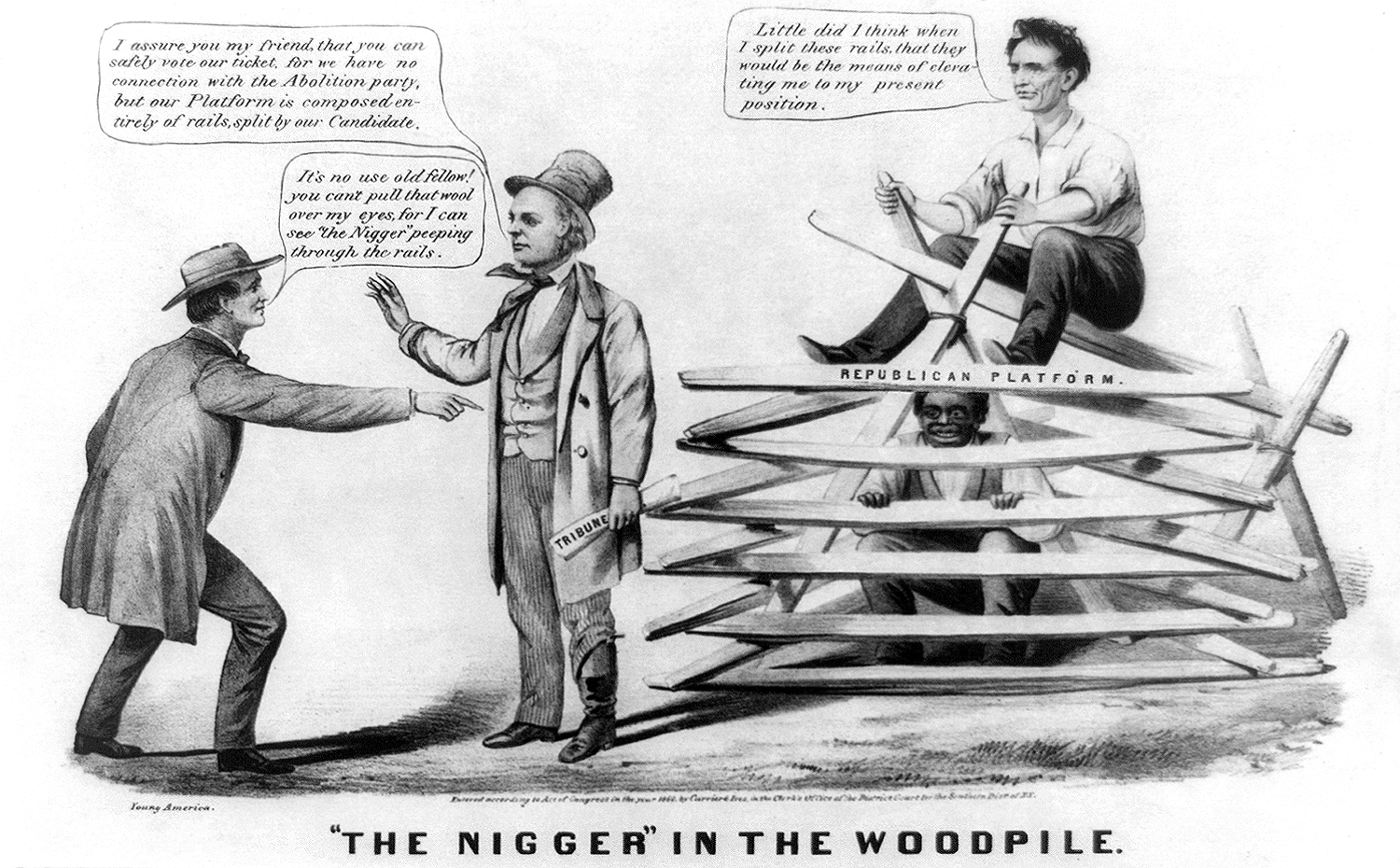
Caricatura antiabolicionista de la campaña presidencial de 1860, que ilustra el uso coloquial de la palabra.

- Nigger como «defecto» (un problema escondido), se deriva de «nigger in the woodpile» (negro en la pila de leña), una frase hecha de la época de la esclavitud estadounidense que denotaba a esclavos escapados escondiéndose en pilas de leña transportadas en trenes.[7]

- En inglés estadounidense: nigger lover (amante de los negros) inicialmente se aplicaba a abolicionistas, después a los blancos que mostraban simpatía hacia los estadounidenses negros.[67] Sand nigger (negro de arena), un insulto étnico contra los árabes, y timber nigger (negro de madera) y prairie nigger (negro de la pradera), insultos étnicos contra amerindios, son ejemplos de la extensión racista de nigger sobre otras personas no blancas.[68]

- En varios países angloparlantes, «niggerhead» o «nigger head» (cabeza de negro) fue usado como nombre para muchas clases de cosas, incluyendo productos comerciales, accidentes geográficos, plantas y animales, así como un término coloquial en la industria, minería y marina.

- En la era victoriana, la serie de informes London Labour and the London Poor del periódico de los años 1840 Morning Chronicle, por Henry Mayhew, registra tanto el uso de nigger como de su falso cognado niggard, denotando un fondo falso para una rejilla.[69]

- Hay nomenclatura de flora y fauna que incluye la palabra nigger. El cactus «nigger-head» de Arizona, Echinocactus polycephalus es una planta redonda, del tamaño de un repollo, cubierta con espinas grandes y torcidas. los nombres coloquiales para echinacea son «Kansas niggerhead» (cabeza de negro de Kansas) y «Wild niggerhead» (cabeza de negro salvaje). En Oceanía, la «niggerhead termite» (termita Nasutitermes graveolus) es nativa de Australia.[70]

- Durante la Guerra hispano-estadounidense el sobrenombre original del general del ejército estadounidense John J. Pershing, Nigger Jack, que le fue dado cuando ejerció como instructor en West Point debido a su servicio con las unidades de los «Soldados Búfalo», fue eufemizado a Black Jack por los reporteros.[71][72]

- En 1960, una sección de la tribuna del estadio de Toowoomba, Australia, fue llamada «E. S. 'Nigger' Brown Stand» en honor al jugador de Rugby League de los años 1920 Edward Stanley Brown, con ese sobrenombre desde edad temprana debido a su piel blanca «pálida»; conocido así toda su vida, en su tumba está grabado Nigger. Stephen Hagan, un conferenciante en el Kumbari/Ngurpai Lag Higher Education Center de la University of Southern Queensland demandó al consejo de Toowoomba por el uso de nigger en el nombre de la sección; las cortes del distrito y del estado desestimaron su demanda. Él apeló a la Corte Suprema de Australia, que resolvió la cuestión del nombre más allá de la jurisdicción federal. Al principio algunos aborígenes locales no compartían la oposición de Hagan al uso de nigger.[73] Hagan apeló a las Naciones Unidas, y ganó una recomendación del comité al gobierno federal australiano, que forzaba al gobierno estatal de Queensland a remover la palabra nigger del nombre de la sección «E. S. 'Nigger' Brown Stand». En septiembre de 2008, la sección fue demolida. La Ministra de Deportes de Queensland, Judy Spence, dijo que usar nigger sería inaceptable, para la sección o sobre cualquier placa conmemorativa. El libro de 2005 The N Word: One Man's Stand de Hagan incluye este episodio.[73][74]

#### Nombres de lugares
La palabra nigger es representada en nombres oficiales de lugares, tales como «Nigger Bill Canyon», «Nigger Hollow», y «Niggertown Marsh». En 1967, el United States Board on Geographic Names cambió la palabra nigger a Negro en 143 nombres de lugares. Primero cambiado a «Negrohead Mountain», un pico sobre Santa Mónica, California, fue renombrado en febrero de 2010 a Ballard Mountain en honor a John Ballard, un pionero negro que se asentó en el área en el siglo XIX. «Nigger Head Mountain», en Burnet, Texas, fue llamada así debido al bosque en la cumbre que se parece al cabello de un hombre negro. En 1966, la primera dama de Estados Unidos, Lady Bird Johnson, denunció el nombre como racista, pidiendo al U.S. Board on Geographic Names y al Servicio Forestal de los Estados Unidos que lo renombrara, y se volvió «Colored Mountain» (Montaña de color) en 1968; y en el oeste de Texas, «Dead Nigger Creek» (Arroyo del negro muerto) fue renombrado como «Dead Negro Draw» (Cañada del negro muerto). «Nigger Nate Grade», una ruta cerca de Temecula, California, nombrada así en honor a Nate Harrison, un ex-esclavo y colono, fue renombrada «Nathan Harrison Grade Road» en 1955, bajo petición de la NAACP.
En el noroeste de Norteamérica, particularmente en Canadá y los Estados Unidos, hay lugares que representan muchos usos de la palabra nigger. En Penticton, Columbia Británica, Canadá, la «Niggertoe Mountain» (Montaña dedo [del pie] de negro) fue renombrada como Mount Nkwala. El nombre del lugar se deriva de una historia de la Navidad de 1908 sobre tres hombres negros que murieron en una tormenta de nieve; al día siguiente, los cuerpos de dos de ellos fueron encontrados al pie de la montaña. Una punta en el curso inferior del río Misisipi, en la Parroquia de West Baton Rouge, nombrada «Free Nigger Point» (Punta del negro libre) hasta finales del siglo XX, fue renombrada primero como «Free Negro Point», pero actualmente es nombrada como «Wilkinson Point». «Nigger Head Rock» (Roca cabeza de negro), el saliente de un acantilado sobre la carretera 421, al norte de Pennington Gap, Virginia, fue renombrado como «Great Stone Face» (Gran cara de piedra) en la década de 1970.

## Derivados

### El eufemismopalabra con N
El eufemismo the N-word (la palabra con N) se volvió de uso corriente en el inglés estadounidense durante el racialmente polémico juicio de asesinato del exjugador de fútbol americano O. J. Simpson en 1995.
El testigo clave del fiscal, el detective Mark Fuhrman, del Departamento de Policía de Los Ángeles (LAPD) –quien negó utilizar lenguaje racista en funciones– se sometió a sí mismo a juicio con un uso abundante de nigger en grabaciones en cinta acerca de su trabajo policial. Las grabaciones, por la guionista Laura McKinney, fueron de una sesión de investigación de 1985 en donde el detective la ayudó con un guion sobre las mujeres policías del LAPD. Fuhrman excusó su uso de la palabra diciendo que usó nigger en el contexto de su personaje de «policía malo». Lingüísticamente, el popular reporte y la discusión en la prensa del testimonio de Fuhrman se sustituyó la palabra con N en lugar de nigger.
El comediante Louis C.K. comentó que el eufemismo es posiblemente peor que la palabra que representa: «Lo que más me ofende es cada vez que escucho la palabra con N. No nigger, por cierto. Me refiero a "la palabra con N". Donde sea que una chica blanca en CNN con lindo cabello dice "la palabra con N", esa es solo gente blanca librándose de decir "nigger". Eso es una estupidez, porque cuando dices "la palabra con N", tú estás poniendo "nigger" en la cabeza del oyente. Eso es lo que es decir una palabra – tú dices "la palabra con N" y yo voy, "Oh, ella quiere decir nigger!" Tú me estás haciendo decirlo en mi cabeza! ¿Por qué no lo dices tú y asumes la responsabilidad? No te escondas detrás de la primera letra» (texto ligeramente editado y traducido).

### Homófonos
Niger aparece en nomenclatura científica derivada del latín y es la raíz de algunos homófonos de nigger; los vendedores de «niger seed» (Guizotia abyssinica), usado como alimento de aves, a veces usan el nombre Nyjer seed. La pronunciación del latín clásico /ˈniɡeɾ/ suena como la palabra en inglés /ˈnɪɡər/, y aparece en nombres biológicos y anatómicos, tales como Hyoscamus niger (beleño negro), e incluso para animales que no son negros, tales como Sciurus niger (ardilla zorro).
Nigra es el femenino en latín de niger (negro), usado en nombres biológicos y anatómicos como substantia nigra (sustancia negra).
La palabra niggardly (miserable) no está relacionada etimológicamente con nigger, deriva de la palabra en nórdico antiguo nig (tacaño) y la palabra del inglés medio nigon. En los Estados Unidos esta palabra ha sido malinterpretada como relacionada con nigger y ha sido tomada como ofensiva. En enero de 1999, David Howard, un empleado blanco de la ciudad de Washington D. C. fue forzado a renunciar después de usar niggardly -en un contexto financiero— mientras hablaba con colegas negros, quienes se ofendieron. Después de revisar el malentendido, el alcalde Anthony A. Williams ofreció reintegrar a Howard, quien rechazó la reintegración por otro trabajo en un lugar distinto del gobierno del alcalde.
La contracción wigger (white + nigger; blanco + negro) denota una persona blanca emulando el «comportamiento del negro de la calle», esperando la aceptación de las subculturas hip hop, thug, y gangsta.

### Usos dentro y fuera de grupos
Los oyentes negros a veces reaccionan de manera diferente al término cuando es usado por interlocutores blancos que cuando son negros. En el primer caso, es regularmente entendido como un insulto; en el otro caso, puede tener un tono de denigración dentro del grupo, o incluso ser entendido como neutral o afectuoso, un posible ejemplo de reapropiación.
Entre la comunidad negra, el insulto nigger es casi siempre dicho como nigga, pronunciación que enfatiza el dialecto intra-racial de la gente negra. Un sobrenombre autorreferencial en el uso del inglés afroestadounidense vernáculo que popularizó la cultura musical del rap y el hip-hop. En estas situaciones es usado como un léxico y discurso dentro del grupo, donde no es necesariamente despectivo.
La aceptación dentro del grupo del uso de la palabra «nigga» es aún debatida, aunque ha establecido un punto de apoyo entre las generaciones más jóvenes. La NAACP denuncia el uso tanto de «nigga» como de «nigger». El uso mezclado entre razas de «nigga» es aún considerado tabú, particularmente si el interlocutor es blanco. Sin embargo, las tendencias indican que el uso del término en escenarios intragrupales se está incrementando incluso entre la juventud blanca debido a la popularidad de la cultura rap y hip hop.
De acuerdo a Arthur K. Spears (Diverse Issues in Higher Education, 2006):

In many African-American neighborhoods, nigga is simply the most common term used to refer to any male, of any race or ethnicity. Increasingly, the term has been applied to any person, male or female. "Where y'all niggas goin?" is said with no self-consciousness or animosity to a group of women, for the routine purpose of obtaining information. The point: Nigga is evaluatively neutral in terms of its inherent meaning; it may express positive, neutral or negative attitudes
En muchos vecindarios afroamericanos, nigga es simplemente el término más común usado para referirse a cualquier varón, de cualquier raza o etnia. El término ha sido aplicado cada vez más a cualquier persona, hombre o mujer. "¿A dónde van ustedes, niggas?" es dicho sin ninguna inhibición o animosidad a un grupo de mujeres, para el propósito rutinario de obtener información. El punto: Nigga es evaluativamente neutral en términos de su significado inherente; puede expresar actitudes positivas, neutrales o negativas

Mientras que Kevin Cato observa:

For instance, a show on Black Entertainment Television, a cable network aimed at a black audience, described the word nigger as a "term of endearment." "In the African American community, the word nigga (not nigger) brings out feelings of pride" (Davis 1). Here the word evokes a sense of community and oneness among black people. Many teens I interviewed felt that the word had no power when used amongst friends, but when used among white people the word took on a completely different meaning. In fact, comedian Alex Thomas on BET stated, "I still better not hear no white boy say that to me... I hear a white boy say that to me, it means 'White boy, you gonna get your ass beat.'"
Por ejemplo, un show sobre Black Entertainment Television, una red de cable enfocada a una audiencia negra, describió la palabra nigger como una "palabra de cariño". "En la comunidad afroamericana, la palabra nigga (no nigger) trae sentimientos de orgullo" (Davis 1). Aquí la palabra evoca una sensación de comunidad e identidad entre la gente negra. Muchos adolescentes que he entrevistado sienten que la palabra no tiene poder cuando es usada entre amigos, pero cuando es usada entre personas blancas la palabra se enfrenta con un diferente significado. De hecho, el comediante Alex Thomas en BET dijo que "Mejor que no oiga a un blanco decirme eso... si escucho a un blanco decirme eso a mí, eso significa 'Blanquito, vas a terminar con tu trasero golpeado'."